# Krásná (district de Frýdek-Místek)
Pour les articles homonymes, voir Krasna.
Krásná (en polonais : Krasna ; en allemand : Krasna) est une commune du district de Frýdek-Místek, dans la région de Moravie-Silésie, en République tchèque. Sa population s'élevait à 669 habitants en 2021.

## Géographie
Krásná se trouve dans le massif des Beskides moravo-silésiennes, qui culmine à 1 323 m au Lysá hora. La commune est arrosée par la rivière Mohelnice et se trouve à 14 km au sud-est de Frýdek-Místek, à 31 km au sud-est d'Ostrava et à 296 km à l'est-sud-est de Prague.
La commune est limitée par Janovice et Raškovice au nord, par Pražmo et Morávka à l'est, par Staré Hamry au sud et au sud-ouest, et par Ostravice, Malenovice et Frýdlant nad Ostravicí à l'ouest.

## Histoire
La première mention écrite du village date de 1636.

## Transports
Par la route, Krásná se trouve à 15 km de Frýdlant nad Ostravicí, à 18 km de Frýdek-Místek, à 33 km d'Ostrava et à 350 km de Prague.